# Dead Silence
Dead Silence (tạm dịch: Sự im lặng chết người hay Im lặng là sống sót) là một bộ phim tâm lý, kinh dị năm 2007 của Mỹ do James Wan làm đạo diễn với phần kịch bản của Leigh Whannell - người tạo ra loạt phim Saw. Phim Dead Silence có mác phim chính thức là You scream. You die

## Cốt truyện
Tại thị trấn Ravens Fair, một người phụ nữ làm nghề múa rối tiếng bụng tên Mary Shaw, đã giết một bé trai tên Michael Ashen vì đã tỏ ra không tin vào màn múa rối của bà, nhà Ashen cùng nhiều người khác trong vùng đã thỏa thuận với chính quyền rồi giết và cắt luôn lưỡi Mary Shaw, những con rối của bà cũng được chôn xuống mộ. Từ đó thị trấn Ravens Fair mắc phải lời nguyền kinh hoàng, người dân trong thị trấn bị giết, điều trùng hợp là những nạn nhân đó khi chết đều bị cắt lưỡi. Nhiều năm sau, Jamie Ashen nhận được một con rối gỗ, không lâu sau vợ anh bị giết, anh luôn bị cảnh sát buộc tội giết vợ nên quyết tâm tìm hiểu chuyện này rõ ràng để chứng minh mình vô tội. Qua quá trình tìm hiểu, Jamie Ashen biết được rằng bé trai bị mất tích năm xưa - Michael Ashen chính là em trai của ông nội mình. Cùng lúc đó, Jamie Ashen nhận được một cuộc gọi từ Henry Walker - nhân viên nhà tang lễ (đã bị Mary Shaw giết chết và giả giọng) hẹn anh đến nhà hát ở hồ Lost sẽ sáng tỏ mọi việc. Tại đây, Jamie Ashen cùng với thanh tra Jim Lipton (do đuổi bắt anh nên cũng cùng tới đây) đã phát hiện ra những con rối bị biến mất dưới mộ của Mary Shaw và tiêu diệt gần như toàn bộ số rối trừ con rối số 57 - Billy. Sau khi rời khỏi nhà hát, Jamie Ashen đến nhà của Henry Walker thì mới biết được rằng ông ta đã bị giết và con rối Billy cũng bị chính cha anh mang đi. Jamie Ashen về nhà và biết được sự thật rằng cha mình đã bị giết và biến thành con rối từ lâu và người điểu khiển con rối không ai khác chính là mẹ kế của anh, cũng chính là Mary Shaw, bà ta đã tạo ra con rối hoàn chỉnh cuối cùng. Anh hét lên đau khổ và số phận của anh cũng giống như những người đã bị Mary Shaw giết vì đã quên mất bài thơ cổ xưa được lưu truyền: "Cẩn thận với ánh nhìn của Mary Shaw. Bà ta không có con, chỉ có búp bê. Và nếu gặp bà ta trong giấc mơ, hãy chắc rằng không bao giờ được thét lên" (Beware the stare of Mary Shaw. She had no children only dolls. And if you see her in your dreams. You must never, ever scream)

## Phân vai
- Ryan Kwanten - Jamie Ashen
- Judith Roberts - Mary Shaw
- Donnie Wahlberg - Thanh tra Jim Lipton
- Amber Valletta - Ella Ashen
- Bob Gunton - Edward Ashen
- Michael Fairman - Henry Walker
- Laura Regan - Lisa Ashen
- Joan Heney - Marion Walker